# Лидер оппозиции в Сенате
Лидер оппозиции в Сенате (англ. Leader of the Opposition in the Senate, фр. Leader de l'Opposition au Sénat) — лидер крупнейшей партии в канадском сенате, не имеющей представителей в правительстве Канады. Принимая во внимание, что то, какая партия находится у власти, определяется в Палате общин Канады, численное значение фракций партий в Сенате никак не определяет выбор партии, занимающей сторону правительства в Сенате, и её оппозиции. Таким образом, лидер оппозиции в Сенате может управлять большим числом сенаторов, чем лидер правительства в Сенате. С 1993 по 2003 лидером оппозиции в Сенате был прогрессист-консерватор, несмотря на то, что прогрессисты-консерваторы не были официальной оппозицией в Палате общин, так как партии, образовывавшие официальную оппозицию в этот период (Квебекский блок, Реформистская партия, Канадский союз) не имели представительства в Сенате.
Депутатом, занимающим подобный лидеру оппозиции в Сенате пост в нижней палате, является глава официальной оппозиции. Принимая во внимание, что этот человек обычно является и главой партии, сенатора на подобный пост в Сенате назначает он, кроме тех случаев, когда официальная оппозиция в Палате не совпадает с официальной оппозицией в Сенате; такая ситуация была с 1993 по 2003, когда лидера оппозиции в Сенате выбирал глава Прогрессивно-консервативной партии Канады в Палате общин.
Действующим лидером оппозиции в Сенате является достопочтенный Джеймс Коуэн.